# Нотр Дам де Прери (Квебек)
Нотр Дам де Прери (фр. Notre-Dame-des-Prairies) је град у Канади у покрајини Квебек. Према резултатима пописа 2011. у граду је живело 8.868 становника.

## Становништво
Према резултатима пописа становништва из 2011. у граду је живело 8.868 становника, што је за 7,8% више у односу на попис из 2006. када је регистровано 8.230 житеља.
| 2006. | 2011. |
| ----- | ----- |
| 8.230 | 8.868 |